# Braničevo (Golubac)
Braničevo (em cirílico:Браничево) é uma vila da Sérvia localizada no município de Golubac, pertencente ao distrito de Braničevo, na região de Braničevo. A sua população era de 942 habitantes segundo o censo de 2002.

## Demografia
| 1948  | 1953  | 1961  | 1971  | 1981  | 1991  | 2002 |
| ----- | ----- | ----- | ----- | ----- | ----- | ---- |
| 1 161 | 1 181 | 1 181 | 1 164 | 1 138 | 1 093 | 942  |